# Hotel Chelsea
El hotel Chelsea es un hotel en Manhattan, Nueva York famoso por haber albergado numerosos artistas, músicos y escritores que hicieron del hotel un centro cultural y artístico del mundo bohemio de dicha ciudad. Está situado en el 222 Oeste de la calle 23, entre las avenidas Séptima y Octava. Fue construido entre 1883 y 1884, y diseñado por Philip Hubert en un estilo descrito como una combinación del Reina Ana estadounidense y Gótico victoriano. El hotel recibe visitantes, pero principalmente es conocido por residentes de larga temporada.

## Historia
El hotel contiene las ilustraciones creadas por muchos de los artistas que han pasado por el mismo. Fue el primer edificio que se enumeró en la ciudad de Nueva York como lugar cultural y edificio histórico.
El edificio de ladrillo rojo que ahora contiene el Hotel Chelsea fue construido en 1883 como una cooperativa privada de apartamentos que se abrió en 1884; fue el edificio más alto de Nueva York hasta 1902. En ese entonces el Chelsea, y particularmente, la calle en la cual el hotel fue construido, eran el centro del distrito del Teatro de Nueva York. Sin embargo, algunos años después la combinación de la preocupación económica y la nueva localización de los teatros arruinó a esta cooperativa. En 1905, el edificio fue adquirido y se abrió como hotel. Desde 1946, el hotel ha sido manejado por la familia Bard, y hasta hace poco tiempo fue dirigido por Stanley Bard de 72 años que asumió el control como director tras su padre en 1955. El 18 de junio de 2007, la junta directiva del hotel expulsó a Stanley Bard como el encargado del hotel. Marlene Krauss, ejecutiva de las empresas de KBL Healthcare, y David Elder, uno de los herederos de un propietario original que vive en California, sustituyeron a Stanley Bard en la dirección.
Debido a su larga lista de huéspedes y de residentes famosos, el hotel tiene una extensa historia. Sir Arthur C. Clarke escribió 2001: Una odisea en el espacio mientras permanecía en el Chelsea. Los poetas Allen Ginsberg y Gregory Corso lo eligieron como lugar para el intercambio filosófico e intelectual. William S. Burroughs escribió ahí su novela El almuerzo desnudo. También se conoce como el lugar donde el escritor Dylan Thomas había muerto por un envenenamiento de alcohol el 4 de noviembre de 1953, y donde Sid Vicious de los Sex Pistols pudo haber apuñalado a su novia, Nancy Spungen, cuando murió el 12 de octubre de 1978.
En mayo de 2011 el promotor inmobiliario Joseph Chetrit adquirió el edificio por 80 millones de dólares con el fin de someterlo a una reforma integral, si bien, en palabras del arquitecto encargado del proyecto, Gene Kaufman, se mantendrá el encanto original del hotel, incluyendo su escalera de hierro forjado y las obras de arte que cuelgan de sus paredes. Desde el 1.º de agosto de 2011 este histórico hotel dejó de aceptar nuevas reservas.

## Huéspedes famosos

### Escritores y pensadores
El Hotel Chelsea ha sido lugar de estancia para muchos grandes escritores y pensadores incluyendo a Mark Twain, O. Henry, Herbert Huncke, Dylan Thomas, Arthur C. Clarke, William S. Burroughs, Gregory Corso, Leonard Cohen, Arthur Miller, Quentin Crisp, Gore Vidal, Tennessee Williams, Allen Ginsberg, Jack Kerouac, Robert Hunter, Jack Gantos, Brendan Behan, Simone de Beauvoir, Robert Oppenheimer, Jean-Paul Sartre, Bill Landis, Michelle Clifford, Thomas Wolfe, Matthew Richardson, Peggy Biderman, Raymond Foye, René Ricard , Charles Bukowski y Sebastian Carrillo.
Charles R. Jackson, autor de "The Lost Weekend", se suicidó en su habitación en el Chelsea el 21 de septiembre de 1968.

### Actores y directores de cine
Stanley Kubrick, Shirley Clarke, Mitch Hedberg, Miloš Forman, Lillie Langtry, Ethan Hawke, Dennis Hopper, Uma Thurman, Elliot Gould, Jane Fonda, y Gaby Hoffmann.

### Músicos
Entre los más conocidos que pasaron por el Chelsea Madonna, Patti Smith, Virgil Thomson, Dee Dee Ramone de The Ramones, Henri Chopin, John Cale, Édith Piaf, Joni Mitchell, Bob Dylan (escribió en este hotel Sad Eyed Lady of the Lowlands dedicada a Sara Dylan), Janis Joplin, Jimi Hendrix, Sid Vicious, Vasant Rai, Richard Hell, Ryan Adams, Jobriath, Rufus Wainwright, Leonard Cohen, Anthony Kiedis, Bob Marley, Jon Bon Jovi, Ryan Ross, Brendon Urie, Shirley Manson

### Artistas visuales
El hotel ha recogido el trabajo de muchos artistas que han pasado por el hotel. Es el caso de Larry Rivers, Brett Whiteley, Christo, Arman, Richard Bernstein, Francesco Clemente, Philip Taaffe, Ralph Gibson, Robert Mapplethorpe, Frida Kahlo, Diego Rivera, Robert Crumb, Jasper Johns, Claes Oldenburg, Vali Myers, Donald Baechler, Willem De Kooning y Henri Cartier-Bresson. El pintor y etnomusicologo Harry Smith vivió y murió en su habitación del Hotel Chelsea, la 328. El pintor Alphaeus Cole vivió aquí casi 35 años, hasta su muerte a la edad de 112 años, fue entonces, en 1988, la persona más longeva del mundo. Tío Horakles, de Argentina. Antonio Berni,

### Diseñadores de moda
Charles James, uno de los modistas más legendarios del siglo XX, influencia principal en las décadas de los años 40 y 50. En 1964 se mudó al Hotel Chelsea. Murió en su habitación de neumonía.

### Estrellas de Andy Warhol
El Hotel Chelsea está frecuentemente asociado a estrellas de Andy Warhol, ya que aquí dirigió "The Chelsea Girls" en el año 1966. Entre esas estrellas que pasaron por el hotel, cabe destacar Viva, Larry Rivers, Ultra Violet, Mary Woronov, Holly Woodlawn, Andrea Feldman, Edie Sedgwick, Nico, Paul America y Brigid Berlin.

## El hotel Chelsea en la cultura

### Películas
El hotel fue localización de varias películas:
- The Chelsea Girls (1966) de Andy Warhol.
- Sid & Nancy (1986) de Alex Cox.
- Nueve semanas y media (1986) de Adrian Lyne.
- Léon: The Professional (1994) de Luc Besson.
- Midnight In Chelsea (1997) dirigida por Mark Pellington, un videoclip de Jon Bon Jovi, perteneciente al álbum Destination Anywhere.
- Chelsea Walls (2001) por Ethan Hawke.
- The Interpreter (2005)
- Rest Stop for the Rare Individual (2006)
- Chelsea On the Rocks (2008) de Abel Ferrara.
- Hotel Chelsea (2009) de Jorge Valdés-Iga.

### Música
Fue protagonista de muchas canciones, entre ellas:
- "Hotel Chelsea Nights" de Ryan Adams del álbum Love Is Hell pt. 2 y Love Is Hell.
- "Chelsea Hotel #2" de Leonard Cohen del álbum New Skin for the Old Ceremony.
- "Sara" de Bob Dylan.
- "Chelsea Girl" de Nico.
- "Midnight in Chelsea" de Jon Bon Jovi.
- "Ghosts" de Lisa Bastoni.
- "Third Week in the Chelsea" de Jefferson Airplane.
- "We Will Fall" de The Stooges.
- "Like a Drug I Never Did Before" de Joey Ramone de los The Ramones.
- "Twenty-third Street" de Bill Morrissey.
- "Chelsea Burns" de Keren Ann.
- "Chelsea Hotel" (cover de Leonard Cohen) de Lana Del Rey.
- "708" de Ryan Ross And The Whiskeys.
- "Chelsea" de Phoebe Bridgers.
- "The Tortured Poets Deparment" de Taylor Swift.
- "チェルシーホテル" de The Pillows.

### Libros
- Chelsea Horror Hotel: A Novel por Dee Dee Ramone
- Take the Cannoli: Stories From the New World por Sarah Vowell
- Sex por Madonna
- Éramos unos niños por Patti Smith
- The Heart Rate of a Mouse Volumen 2 por Anna Green
- Utopia Avenue por David Mitchell
- Después de Claude por Iris Owen